# Danh sách người chết trong nhà vệ sinh
Trong lịch sử, nhiều người đã chết khi đang sử dụng một nhà vệ sinh hoặc trong quá trình thải phân hoặc đại tiện. Danh sách này bao gồm những nhân vật lịch sử.

## Trước thế kỷ 20
| Ngày                        | Vị trí                                   | Tên                                 | Tuổi     | Nguyên nhân chết                                                                    | Nguồn       |
| --------------------------- | ---------------------------------------- | ----------------------------------- | -------- | ----------------------------------------------------------------------------------- | ----------- |
| k. thế kỷ 12 TCN            | Moab                                     | Eglon (vua)                         | Không rõ | Bị ám sát bởi Ehud ben‑Gera ở nhà vệ sinh                                           | [ 1 ]       |
| Mùa hè năm 581 TCN          | Nhà Tấn                                  | Tấn Cảnh công                       | Không rõ | Chết vì rơi vào hố xí                                                               | [ 2 ]       |
| 8 tháng 4 năm 271           | Nằm giữa Edessa và Harran, Đế quốc La Mã | Caracalla                           | 29       | Giết hại bởi binh lính của anh trong khi đại tiện trên đường đến Edessa             | [ 3 ]       |
| Năm 336                     | Constantinopolis                         | Arius                               | 80       | Chết vì vấn đề về ống tiêu hoá trong một nhà vệ sinh công cộng                      | [ 4 ]       |
| 30 tháng 11 năm 1016        | Oxford hoặc London                       | Vua Edmund II                       | 26       | Bị đâm trong khi thải phân trong bồn cầu                                            | [ 5 ]       |
| 4 tháng 11 năm 1035         | Lysá nad Labem, Bohemia                  | Jaromir, Công tước của Bohemia      | 60–70    | Bị đâm bằng giáo dưới nắp bồn cầu trong khi thải phân                               |             |
| 26 hoặc 27 tháng 2 năm 1076 | Vlaardingen, Hạ Lorraine                 | Gottfried IV, Công tước Hạ Lorraine | Không rõ | Bị ám sát trong khi dùng bồn cầu                                                    | [ 6 ]       |
| 4 tháng 8 năm 1306          | Olomouc, Bohemia                         | Wenceslaus III                      | 16       | Bị đâm bởi giáo trong nhà vệ sinh                                                   | [ 7 ]       |
| 19 tháng 4 năm 1578         | Echigo, Nhật Bản                         | Uesugi Kenshin                      | 48       | Được cho là bị ám sát trong khi dùng bồn cầu                                        |             |
| 25 tháng 10 năm 1760        | Cung điện Kensington, London, Anh        | George II của Anh                   | 76       | Ngất xỉu sau khi đứng gần một bồn cầu, khả năng cao là chết vì phình động mạch chủ. |             |
| Năm 1892                    | Philadelphia, Pennsylvania, Hoa Kỳ       | J. W.                               | 29       | Anh bị bệnh táo bón và đã qua đời trong một nhà vệ sinh vào tuổi 29.                | [ 8 ] [ 9 ] |

## Thế kỷ 20
| Ngày                 | Vị trí                   | Tên            | Tuổi | Nguyên nhân chết                                                                       | Nguồn  |
| -------------------- | ------------------------ | -------------- | ---- | -------------------------------------------------------------------------------------- | ------ |
| 22 tháng 6 năm 1969  | Chelsea, London          | Judy Garland   | 47   | Ngộ độc bằng barbiturat khi sử dụng bồn cầu.                                           | [ 10 ] |
| 24 tháng 10 năm 1971 | Paris, France            | George Dyer    | 38   | Uống rượu và amphetamin quá liều khi sử dụng bồn cầu.                                  | [ 11 ] |
| 16 tháng 8 năm 1977  | Memphis, Tennessee       | Elvis Presley  | 42   | Bị ngừng tim được cho là do chích ma tuý quá liều ở nhà vệ sinh.                       | [ 12 ] |
| 8 tháng 3 năm 1989   | Columbia, South Carolina | Michael Godwin | 28   | Lỡ giật điện khi anh cắn một đoạn day tai nghe trong khi sử dụng bồn cầu làm bằng sắt. | [ 13 ] |

## Thế kỷ 21
| Ngày                 | Vị trí                                            | Tên                 | Tuổi | Nguyên nhân chết                                                                                 | Nguồn  |
| -------------------- | ------------------------------------------------- | ------------------- | ---- | ------------------------------------------------------------------------------------------------ | ------ |
| 8 tháng 3 năm 2004   | Hollywood Hills, California, Hoa Kỳ               | Robert Pastorelli   | 49   | Chích quá liều morphine trong bồn cầu.                                                           | [ 14 ] |
| 25 tháng 6 năm 2011  | Somerset, Vương quốc Liên hiệp Anh và Bắc Ireland | Christopher Shale   | 56   | Chết vì đau tim ở trong một nhà vệ sinh di dộng.                                                 | [ 15 ] |
| 17 tháng 5 năm 2013  | Buenos Aires, Argentina                           | Jorge Rafael Videla | 87   | Chết vì đau tim ở trong nhà vệ sinh nhà tù                                                       | [ 16 ] |
| 21 tháng 7 năm 2019  | Doha, Qatar                                       | Toufiq M Seraj      | 63   | Bất tỉnh trên một máy bay từ Dhaka đến Doha, nguyên nhân chết là nhồi máu cơ tim sau khi hạ cánh | [ 17 ] |
| 23 tháng 11 năm 2021 | Seoul, Hàn Quốc                                   | Chun Doo-hwan       | 90   | Bị "gục ngã" ở trong nhà vệ sinh tại nhà, có thể là do đau tim                                   | [ 18 ] |
| 29 tháng 9 năm 2022  | Los Angeles, Hoa Kỳ                               | Coolio              | 59   | Chết vì đau tim trên một bồn cầu ở nhà của một người bạn                                         | [ 19 ] |